# Барлибека Сирттанова сільський округ
Барлибе́ка Сиртта́нова сільський округ (каз. Барлыбек Сырттанов ауылдық округі, рос. Барлыбека Сырттанова сельский округ) — адміністративна одиниця у складі Аксуського району Жетисуської області Казахстану. Адміністративний центр — село Барлибека Сирттанова.
Населення — 1403 особи (2021; 1576 у 2009, 2213 у 1999, 3139 у 1989).
Станом на 1989 рік існували Кизилтуська сільська рада (села Кизилту, Суттіген) та Копинська сільська рада (село Копа). До 2010 року сільський округ називався Кизилтуський.

## Склад
До складу округу входять такі населені пункти:
| Населений пункт            | Населення, осіб (1989) | Населення, осіб (1999) | Населення, осіб (2009) | Населення, осіб (2021) |
| -------------------------- | ---------------------- | ---------------------- | ---------------------- | ---------------------- |
| Барлибека Сирттанова, село | 1536                   | 1448                   | 997                    | 995                    |
| Копа, село                 | 1551                   | 765                    | 579                    | 408                    |
| Суттіген, село             | 52                     | -                      | -                      | -                      |